# 无国家社会列表
以下是被描述为无国家社会的若干例子（并非详尽无遗的列表）。  
对于何谓“国家”尚无普遍接受的定义，也没有明确标准来界定一个无国家群体在名义上或事实上应在多大程度上独立于国家的控制，才能被视为一个独立的社会。

## 历史上的无国家社会
- 艾赛尼派（前2世纪—1世纪）[2]
- 弗里西亚自由时期（800年—1523年）[3]
- 塔博尔派（1420年—1452年）[4]
- 科斯帕亚共和国（1440年—1826年）[5]

## 原住民社会
人类社会早于国家的存在，这意味着几乎任何一个民族的历史都包含国家形成之前的组织形态。以下列出的群体曾被各种评论者视为无国家社会的例子，其中也包括与无政府主义相关的讨论。
- 澳大利亚土著
- 柏柏尔人
- 安达曼人
- 安加斯人（英语：Angas people）
- 阿努亚克人（英语：Anuak people）
- 巴萨人（英语：Bassa people (Cameroon)）
- 贝罗姆人（英语：Berom people）
- 比里福尔人（英语：Birifor people）
- 博博人（英语：Bobo people）
- 克罗亚坦人（英语：Croatan）
- 丹人 (西非)（英语：Dan people）
- 达雅人
- 多贡人
- 埃科伊人（英语：Ekoi people）
- 加古人（英语：Gagu people）
- 格雷博人（英语：Grebo people）
- 霍皮人
- 伊比比奥人（英语：Ibibio people）
- 伊多马人（英语：Idoma people）
- 伊富高人（英语：Ifugao people）
- 伊博人
- 伊乔人
- 因纽特人
- 基西人（英语：Kissi people）
- 孔康巴人（英语：Konkomba people）
- 克鲁人
- 库萨西人（英语：Kusasi people）
- 卢格巴拉人（英语：Lugbara people）
- 曼普鲁西人（英语：Mamprusi people）
- 马诺人（英语：Mano people）
- 马普切人
- 马拉戈利人（英语：Maragoli）
- 姆巴提人
- 黑脚联盟
- 努比亚人
- 努尔人
- 佩科特人
- 皮阿罗亚人（英语：Piaroa people）
- 尤罗克人（英语：Yurok）
- 汤加人 (赞比亚和津巴布韦)（英语：Tonga people (Zambia and Zimbabwe)）
- 昆尼帕人
- 萨米人
- 桑人
- 桑塔尔人
- 闪迈人
- 塞米诺尔人
- 绍纳人
- 塔伦西人
- 蒂夫人
- 乌尔霍博人
- 佐米亚[6]